# Onthophagus sulawesiensis
Onthophagus sulawesiensis es una especie de insecto del género Onthophagus, familia Scarabaeidae, orden Coleoptera.
Fue descrita científicamente por Krikken & Huijbregts en 2011.